# Can Mut
Can Mut és una obra de Salt (Gironès) protegida com a bé cultural d'interès local.

## Descripció
És un conjunt d'edificis comprés entre el carrer Processó (cases adossades, nord), travessera Coll (part posterior, oest) i carrer Cardenal Vidal i Barraquer (entrada porta principal i patí, est). L'edifici principal és de finals del segle xviii, de planta i dos pisos, tot i que s'hi observen restes de segles molt anteriors. Les façanes són de pedra rierenca. La part davantera, a l'est, té diverses obertures de pedra ben treballada i una torre adossada a la façana, a la dreta de la porta d'entrada. Cal destacar que a la porta principal i façana s'hi conserven dos arcs de mig punt de grans dimensions, tot i que mig aparedats, podrien remuntar-se als segles xiii o XIV, i tractar-se dels pocs (si no els únics) que resten a la vila de Salt.
Per la part posterior, travessera Coll sense asfaltar, presenta una galeria de dotze finestrals de punt rodó, amb tres d'ells tapiats i un contrafort.
Del conjunt també remarcar el portal amb frontó triangular i florons decoratius i escut central, amb arquitrau de pedra ben tallada. La tanca del pati és un mur de rierencs. Dins el pati, hi ha el pou i la torreta de guaita de planta i tres pisos amb obertures d'arc de mig punt.
Per la banda del carrer Processó, cal destacar l'immoble número 8 amb dos balcons de llinda de pedra gòtica esculpida amb ornamentació de rodeta i creu central.

## Història
La família Mut és esmentada en documents ja des del segle xiii. L'1 de gener de 123?, Grau, vescomte de Cabrera feu definició i absolució a favor de Pere Mut de Salt. L'any 1245 ja s'esmenta el Mas de Pere Mut de Salt en un testament del bisbe Guillem de Cabanelles.
L'any 1305, Pere Mut i Berenguer Llorenç són esmentats a la primera visita pastoral que es conserva de Salt. L'any 1357 s'esmenta un plet entre els canonges de la Seu gironina i Pere Mut, entre d'altres, perquè feien un rec que perjudicava el molí de l'església.
En una de les pedres de la cantonada sud-oest de l'església de sant Cugat s'hi pot llegir la paraula Mut col·locada a l'inrevés.